# Mariusz Szyszko
Mariusz Szyszko est un ancien joueur polonais de volley-ball né le 8 mars 1969 à Olsztyn en Pologne. Il mesure 1,86 m et jouait au poste de passeur. Il totalise 187 sélections en équipe de Pologne, avec laquelle il disputa les jeux olympiques en 1996 à Atlanta, ainsi que les championnats d'Europe en 1991, 1993 et 1995.
En outre, il remporta également la médaille d'argent avec la sélection polonaise aux Universiade d'été de 1993 à Buffalo.
Après avoir mis un terme à sa carrière de joueur professionnel en 2006, il devient commentateur de volley-ball pour la chaine TVP Sport, ainsi que pour la station Radio Olsztyn.
Il est, depuis le 5 mai 2009, le président du club de l'AZS Olsztyn.

## Palmarès
- Championnat de Pologne (2)
  - Vainqueur : 1991, 1992
  - Finaliste : 1989, 1993
- Coupe de Pologne (3)
  - Vainqueur : 1989, 1991, 1992
- Championnat de France (1)
  - Vainqueur : 1998
  - Finaliste : 2001, 2002
- Coupe de France
  - Finaliste : 1997, 1999, 2002
- Universiade d'été de 1993 (1)
  - Finaliste : 1993